# Ancienne église Saint-Saturnin de Vernet-les-Bains
Pour les articles homonymes, voir église Saint-Saturnin.
Ne doit pas être confondu avec église Saint-Saturnin de Vernet-les-Bains.
L'ancienne église Saint-Saturnin de Vernet-les-Bains est une église romane ruinée située à Vernet-les-Bains, dans le département français des Pyrénées-Orientales. Détruite par une inondation en 1710, elle a été remplacée par une nouvelle église, elle aussi dédiée à saint Saturnin, plus haut dans le village.